# David M. Key
David M. Key (Greeneville, 1824. január 27. – Chattanooga, 1900. február 3.) az Amerikai Egyesült Államok szenátora (Tennessee, 1875–1877).